# Second Album
Second Album is het tweede studioalbum van Curved Air. Het is het album waar al een eerste wisseling in het personeel plaatsvond. De originele bassist van de band Rob Martin kreeg een ontsteking in zijn hand waardoor verder spelen onmogelijk werd. Hij werd opgevolgd door Ian Eyre, dit is het enige studioalbum waarop zijn naam voorkomt. De hoes van het album waarop een regenboog te zien is, is een direct verwijzing naar de naamgeving van hun band A rainbow in curved air van Terry Riley. Het album kreeg een centraal thema mee: vrijheid ten opzichte van beperking. Zo gaat het laatste nummer Peace of mind over het opgesloten worden in een psychiatrisch ziekenhuis, deels op teksten uit The Waste Land van T.S. Eliot. Young mother ging in eerste instantie over Way’s bewondering voor Jackie Onassis, Jumbo over een verhaaste terugreis vanuit de Verenigde Staten, Way had zozeer heimwee dat verdere optredens werden afgelast.
De ontvangst in de pers en bij het publiek was duidelijk minder dan bij het eerste album. De muziek was een stuk "gladder" (lees commerciëler) dan de muziek op het eerste album. Echter die mening kon versterkt worden omdat de van het album afkomstige single Back street luv’ (over een oude liefde van Sonja) de vierde plaats in de Engelse hitparade haalde. De band keek er vreemd van op dat tijdens hun optredens ze als helden werden onthaald, terwijl de band daarvoor meestal lauwtjes werd ontvangen. Het album is opgenomen in de Island Studio en Morgan Studio.
Het vele toeren brak de band hoe dan ook op, de vaste drummer werd regelmatig vervangen door Barry de Souza.

## Musici
- Sonja Kristina – zang
- Francis Monkman – gitaar, toetsinstrumenten waaronder mellotron en VCS3
- Darryl Way – elektrische viool, piano op Puppets
- Ian Eyre – basgitaar
- Florian Pilkington – Miksa – slagwerk

## Muziek
| Nr. | Titel                                  | Duur |
| --- | -------------------------------------- | ---- |
| 1.  | Young mother (Way, Kristina)           | 5:54 |
| 2.  | Back street luv' (Way, Kristina, Eyre) | 3:36 |
| 3.  | Jumbo (Way, Kristina)                  | 4:06 |
| 4.  | You know (Way, Kristina)               | 4:10 |
| 5.  | Puppets (Way, Kristina)                | 5:26 |

| Nr. | Titel                                 | Duur  |
| --- | ------------------------------------- | ----- |
| 1.  | Everdance (Monkman)                   | 3:05  |
| 2.  | Bright summer's day '68 (Monkman)     | 2:50  |
| 3.  | Piece of mind (Monkman, T.S. Elliott) | 12:52 |

## Engelse Album Top 50
Het album was duidelijk minder succesvol dan haar voorganger
| Hitnotering: 9-10-1971 t/m 26-11-1971 | Hitnotering: 9-10-1971 t/m 26-11-1971 | Hitnotering: 9-10-1971 t/m 26-11-1971 | Hitnotering: 9-10-1971 t/m 26-11-1971 | Hitnotering: 9-10-1971 t/m 26-11-1971 | Hitnotering: 9-10-1971 t/m 26-11-1971 | Hitnotering: 9-10-1971 t/m 26-11-1971 | Hitnotering: 9-10-1971 t/m 26-11-1971 | Hitnotering: 9-10-1971 t/m 26-11-1971 |
| Week:                                 | 1                                     | 2                                     | 3                                     | 4                                     | 5                                     |                                       | 6                                     |                                       |
| ------------------------------------- | ------------------------------------- | ------------------------------------- | ------------------------------------- | ------------------------------------- | ------------------------------------- | ------------------------------------- | ------------------------------------- | ------------------------------------- |
| Positie:                              | 18                                    | 11                                    | 15                                    | 15                                    | 37                                    | x                                     | 40                                    | uit                                   |